# Rondeau Provincial Park
Der Rondeau Provincial Park ist ein nur 32,54 km² großer Provinzpark in der kanadischen Provinz Ontario. Der Natural Environment Park liegt im Südwesten der Provinz in der Municipality of Chatham-Kent.

## Anlage
Der Park liegt östlich der Niagara-Schichtstufe auf der Pointe-aux-Pins-Halbinsel am Nordufer des Eriesees. Im Park finden sich 279 Privatgebäude. Anders als in anderen Parks stehen diese Gebäude hier unmittelbar auf Parkgrund und nicht wie sonst auf Privatgrund, welcher vom Park umgeben ist. Das Parkgebiet gehört zur Stadtgemeinde von Chatham-Kent, welches auch die nächstgrößere Stadt ist.
Bis 1984 gehört auch die östlich der Halbinsel gelegenen Rondeau Bay vollständig zum Park. Inzwischen verläuft die Parkgrenze etwa mittig der Bucht.

## Geschichte
Der Park wurde im Jahr 1894 eingerichtet und ist, nach dem 1893 eingerichteten Algonquin Provincial Park, der zweitälteste der Provincial Parks in Ontario. Vor der europäischen Besiedlung der Region war das Gebiet jedoch Jagd- und Siedlungsgebiet der First Nations, hier der Attiwandarononen bzw. der Wyandot.

## Flora und Fauna
Das Ökosystem des Parks besteht aus vielen Pflanzenarten, die für die südlicheren Regionen Kanadas typisch sind. Neben seiner Artenvielfalt birgt der Wald auch viele imposante Einzelbäume. 22 Arten karolinischer Bäume und Sträucher kommen im Park vor oder sind aufgetreten. Zum Pflanzenvorkommen zählen aber auch Tulpenbäume, Sassafrasbäume, Schuppenrinden-Hickory, Färber-Eichen, Scharlach-Eichen, Roteichen und Spätblühende Traubenkirschen. Viele Wildblumenarten, wie beispielsweise der Sumpfeibisch oder die Orchidee Triphora trianthophoros, sind ebenfalls vorhanden. Nicht heimische Arten, zum Beispiel die Berberitze, werden durch umweltverträgliche Methode kontrolliert oder eliminiert.
Zu den bedrohten Tierarten die im Park vorkommen gehören die östliche Dornrand-Weichschildkröte. Der Weißkopfseeadler nistet regelmäßig im Park. Ebenfalls im Park kommen Weißwedelhirsche vor. 1991 verzeichnete die jährliche Hirschzählung 593 Tiere. Der hohe Rotwildbestand hat jedoch erhebliche, unerwünschte Auswirkungen auf die Vegetation des Parks und folglich auch auf andere geschätzte Wildtierarten, die von diesem Lebensraum abhängig sind. Daher ist die Umsetzung eines Hirschbestandskontrollprogramms eingeleitet. Dieses Programm sieht die Erhaltung der Hirschherde von 100 bis 125 Tieren vor.

## Aktivitäten
Der Park ist ein beliebtes Ziel bei Wanderern sowie Wassersportlern und hat rund 260 Stellplätze für Wohnmobile und Zelte. Mit dem John E. Pearce Provincial Park liegt ein weiterer Park im östlich und dem Wheatley Provincial Park im westlich. Westlich liegt auch der Point-Pelee-Nationalpark. Im Winterhalbjahr gehört der Park zu den zehn am meist besuchten Parks in der Provinz.